# راسیوا
راسیوا (به لاتین: Rasiva) یک کوه در سوئیس است که در کانتون تیچینو واقع شده‌است. راسیوا ۲٬۶۸۴ متر بالاتر از سطح دریا واقع شده‌است.